# Rahsaan Roland Kirk

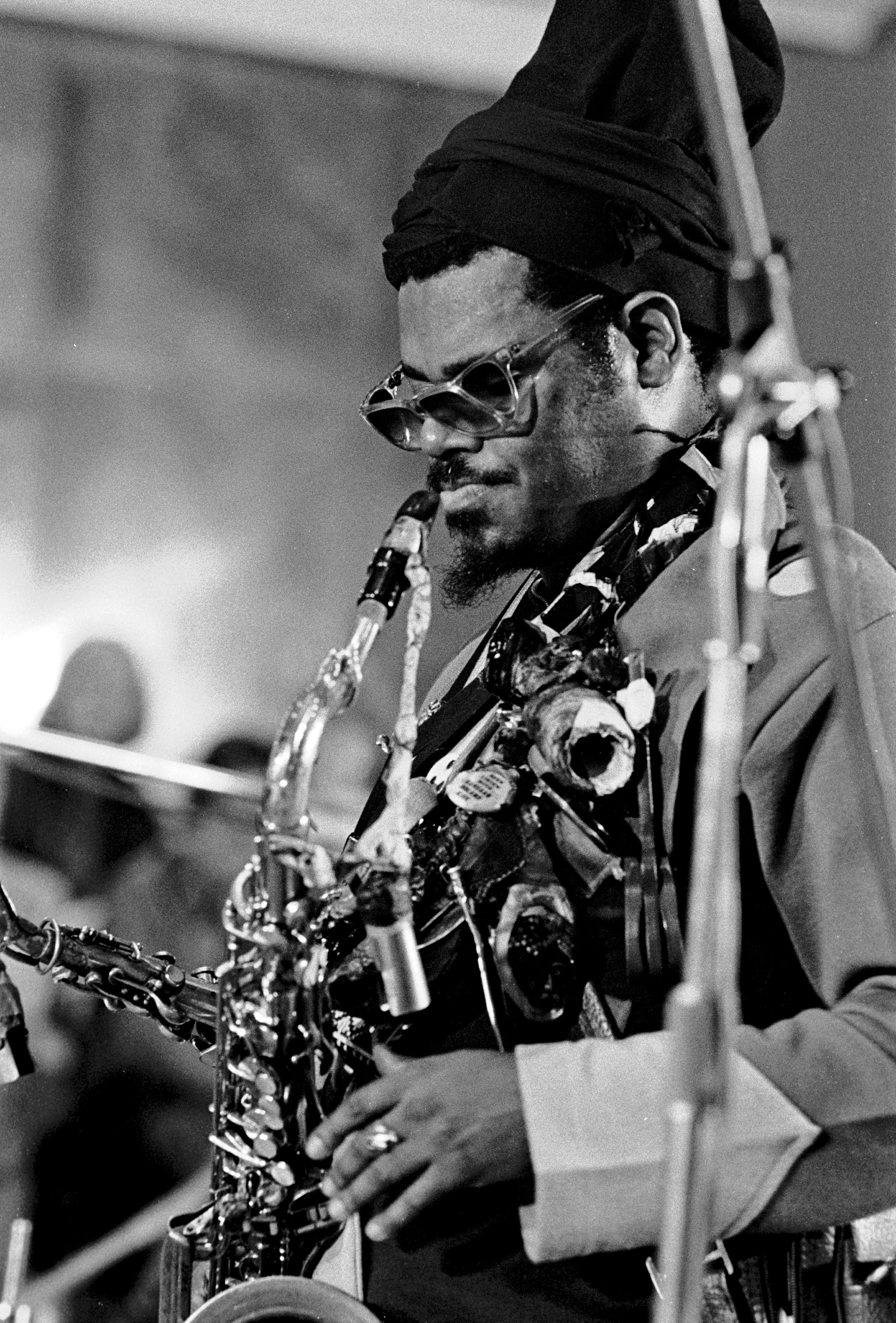
Roland Kirk, 1972

Rahsaan Roland Kirk (eigentlich Ronald Theodore Kirk; * 7. August 1935 in Columbus, Ohio; † 5. Dezember 1977 in Bloomington, Indiana) war ein US-amerikanischer Saxophonist, Flötist und Multiinstrumentalist des Modern Jazz.

## Werdegang
Ab 1951 spielte er als Berufsmusiker, u. a. als Sideman mit Charles Mingus, Gil Evans, Quincy Jones und noch 1962 im Roy Haynes Quartett (Out of the Afternoon), arbeitete aber Anfang der 1960er Jahre meist mit eigenen Gruppen wie der Vibration Society. Den Beinamen Rahsaan verwendete er seit dem Ende der 1960er Jahre.
Hauptinstrumente des im Alter von zwei Jahren erblindeten Musikers waren das Tenorsaxophon sowie zwei historische Varianten des Saxophons, nämlich Manzello (eigentlich ein umgebautes King-Saxello) und Stritch (eigentlich ein Buescher-Es-Altsaxophon in gerader Bauform, ausgestattet mit Extraklappen für sein Einhandspiel und vergrößertem Schalltrichter). Diese drei spielte er häufig gleichzeitig. Er war bekannt dafür, mit Hilfe von Zirkularatmung längere Stücke im Dauerton, das heißt ohne Absetzen zu spielen (z. B. in dem 21-minütigen Saxophone Concerto auf dem Album Prepare Thyself to Deal with a Miracle). Es gibt auch Stücke, wo er auf zwei Instrumenten im Dauerton spielt. Außerdem spielte er auch Querflöte, elektrische Kalimba, Mundharmonika, Englischhorn, Kazoo, Nasenflöte, Melodica. Zudem summte er während des Spiels auf einem Blasinstrument gelegentlich parallel dazu eine zweite Stimme.
Seine Musik ist gekennzeichnet durch die nahtlose und scheinbar selbstverständliche Verbindung sowohl traditioneller als auch sehr moderner Spielweisen des Jazz wie Soul Jazz, Boogie-Woogie oder Free Jazz. Eine Angewohnheit in den 1970er Jahren war, dass er am Ende jedes Konzerts einen Stuhl zerschlug nach seiner letzten Nummer (immer Volunteered Slavery).
Trotz einer halbseitigen Lähmung infolge eines Schlaganfalls Ende 1975 absolvierte er 1976 erneut Auftritte, u. a. mit Charles Mingus und Gil Evans, bei denen er nur mit der linken Hand spielte. Ein Herzanfall bei der Autofahrt zum Flughafen in Indianapolis 1977 führte zu seinem Tod im Alter von 41 Jahren.
Eine seiner bekannteren Kompositionen ist Serenade to a Cuckoo, das von Jethro Tull auf ihrem ersten Album This Was gecovert wurde. Mit dem Produzenten Joel Dorn spielte er über 15 Alben ein.
Das Magazin Rolling Stone  wählte sein Album Blacknuss 2013 in seiner Liste Die 100 besten Jazz-Alben auf Platz 49 und sein Album Volunteered Slavery auf Platz 71.
Seit Anfang der 1970er Jahre war er mit Dorthaan Kirk verheiratet und wohnte in East Orange.

## Diskografie (Auswahl)
- Triple Threat (King Records, 1956)
- Introducing Roland Kirk (Argo Records, 1960)
- Kirk’s Work (Prestige Records, 1961, mit Jack McDuff)
- We Free Kings (Mercury Records, 1961, mit Richard Wyands)
- Domino (Mercury Records, 1962)
- Reeds & Deeds (Mercury Records, 1963)
- Kirk in Copenhagen (Mercury Records, 1963)
- Roland Kirk Meets the Benny Golson Orchestra (Mercury Records, 1964)
- I Talk with the Spirits (Mercury Records, 1964, Kirk konzentriert sich auf die Flöte)
- Gifts and Messages (Mercury Records, 1964)
- Rip, Rig and Panic (Limelight Records, 1965)
- Here Comes the Whistleman (Atlantic Records, 1965, live)
- Slightly Latin (Limelight Records, 1965)
- Now Please Don’t You Cry, Beautiful Edith (Verve Records, 1967)
- The Inflated Tear (Atlantic Records, 1967)
- Left and Right (Atlantic Records, 1968)
- Volunteered Slavery (Atlantic Records, 1968)
- Rahsaan Rahsaan (Atlantic Records, 1970)
- The Art of Rahsaan Roland Kirk (Atlantic Records, 1970–71)
- Natural Black Inventions: Root Strata (Atlantic Records, 1971)
- Blacknuss (Atlantic Records, 1971)
- A Meeting of the Times (Atlantic Records, 1972, mit Al Hibbler)
- Prepare Thyself to Deal with a Miracle (Atlantic Records, 1973)
- Bright Moments (Atlantic Records, 1973, live Keystone Corner, San Francisco)
- The Case of the 3 Sided Dream in Audio Color (Atlantic Records, 1975, mit Richard Tee, Steve Gadd und Hugh McCracken)
- Kirkatron (Warner, 1975)
- Other Folks’ Music (Atlantic Records, 1976)
- The Return of the 5000 Lb. Man (Warner, 1976)
- Boogie-Woogie String Along for Real (Warner, 1977)
- Brotherman in the Fatherland (Hyena Records, 2006, recorded “live” in Germany, 1972)

Zusammenstellungen
- Rahsaan: The Complete Mercury Recordings of Roland Kirk (10 CDs)
- Does Your House Have Lions: The Rahsaan Roland Kirk Anthology
- Simmer, Reduce, Garnish & Serve – Compilation seiner letzten drei Alben